# リチャード・カーワン

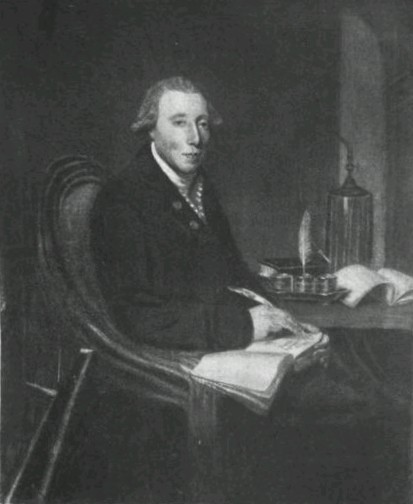
リチャード・カーワン

リチャード・カーワン（Richard Kirwan、1733年 - 1812年6月）はアイルランドの科学者である。化学、鉱物学、地質学、気象学の分野を研究し、地球の年齢に関するジェイムズ・ハットンの論争相手であったことなどで知られる。

## 生涯
フランスで学んでいたが、兄が決闘によって死んだためにアイルランドに戻り、裕福な家を継いだ。法律家になったが、科学研究に専念しロンドンに出て、主に分析化学の分野で、様々な化合物の比重や親和力の研究で1782年に王立協会からコプリメダルを受賞した。先立つ1780年にはフェローに選出されている。1787年にダブリンに移り、4年後アイルランド科学アカデミーの総裁になった。気象学、化学、地質学、電磁気学、神学の分野で多くの論文を執筆した。
最後のフロギストン説の信奉者の一人であり、健康に関する奇妙な強迫観念にとらわれていた学者として『天才博士の奇妙な日常』（クリフォード・A．ピックオーヴァー著）でとりあげられた。